# Room With A View
Room With A View es el tercer álbum de estudio del grupo de rock estadounidense Player, publicado en 1980 tras el nuevo acuerdo con Casablanca Records, siendo su primer y único trabajo bajo esta compañía discográfica. La producción estuvo a cargo del vocalista británico Peter Beckett y el músico y productor Tony Peluso.

## Desenlace
Después de que los dos primeros discos Player y Danger Zone se editaran a finales de los 70, el tecladista J.C. Crowley decide retirarse definitivamente del grupo, para seguir con otros proyectos dejando así a los tres únicos integrantes Peter Beckett, el bajista Ronn Moss y el baterista John Friesen. En este trabajo se puede ver representados los estilos AOR y Adult contemporary, luego de cambiar su estilo disco y pop, sin desviarse de su característico soft rock. Beckett compuso todas las canciones en este disco a excepción de «Bad News Travels Fast», que la compuso junto a Dennis Lambert.
De este álbum se editaron dos sencillos: «It's For You» que logró colocarse en el puesto 46 del Billboard Hot 100 en junio de 1980 y «Givin' It All» que solamente alcanzó el número 105 de dicha lista. Se realizó un video de la canción «Room With A View» usado para la promoción del álbum pero el tema no se editó como sencillo.
Tras la salida de JC Crowley, la banda contrató al guitarrista Miles Joseph para ocupar ese lugar. Joseph que si bien no figuró como miembro oficial en el disco, si apareció en los videos del grupo y agregaron al músico Gabriel Katona para que se encargue de los teclados. Luego de la salida al mercado del álbum y de su fracaso comercial, Ronn Moss abandonaría el grupo para dedicarse a la actuación.

## Lista de canciones
1. Room With A View – 4:12
2. It's For You –4:37
3. Upside Down –  4:11
4. Who Do You Think You Are - 4:17
5. Bad News Travels Fast (Beckett, Dennis Lambert) – 4:26
6. All Tied Up – 4:49
7. Givin' It All – 4:18
8. It May Never Happen – 4:02
9. Tip Of the Iceberg – 4:57

## Personal
Player
- Peter Beckett – guitarra, voz líder, productor
- Ronn Moss – bajo eléctrico, coros
- John Friesen – batería

Músicos invitados
- Miles Joseph – guitarra, coros
- Gabriel Katona – teclados, coros

Producción
- Tony Peluso – productor, ingeniero
- Jerry Hudgens – ingeniero
- Russell Schmidt – ingeniero
- Deborah Thompson – ingeniera asistente
- Bill Thomas – ingeniero asistente
- Wally Traugott - mezcla de sonido

Nota: Se puede notar en la contraportada las gracias a Miles Joseph y Gabriel Katona por su participación en este disco.